# Бурята (теленовела)
Бурята (на испански: La tempestad) е мексиканска теленовела от 2013 г., режисирана от Моника Мигел и Ерик Моралес и продуцирана от Салвадор Мехия за Телевиса. Адаптация е на колумбийската теленовела Имението, създадена от Умберто „Кико“ Оливиери.
В главните роли са Уилям Леви (Дамян Фабре) и Химена Наварете (Марина Реверте), а в отрицателните – Иван Санчес (Ернан Салданя), Лаура Кармине (Естерсита), Мариана Сеоане (Урсула), Сесар Евора (Фулхенсио) и Мануел Охеда (Ернесто Контрерас).

## История
Внимание:  Текстът по-долу разкрива сюжета на произведението (или части от него)!
Историята разказва за младата и красива Марина Реверте. Тя е управителка на хотел в Мексико сити, но е уволнена, заради това, че предава на полицията могъщия бизнесмен Ернесто Контрерас, който изнасилва една от служителките. Освен това младата жена научава, че майка ѝ Беатрис е тежко болна и трябва да се премести да живее на по-добро за нея място. В същото време бизнес дамата Мерседес Артигас, която е истинската майка на Марина ѝ предлага да бъдат съдружнички в нейната фабрика за износ на риба в селото „Девата на морето“. Марина приема предложението ѝ не само защото е без работа, а и най-вече заради здравословното състояние на майка си Беатрис. Така Марина заминава за селото, като не подозира как животът и ще се промени след пристигането ѝ. Там се среща с Дамян Фабре − млад и красив мъж, който е капитан на кораба „Бурята“ и с него снабдява с риба фабриката в която Марина работи. Още при първата им среща между двамата възниква конфликт. Марина се отнася с него грубо и надменно и го принизява на нивото на обикновен работник, но Дамян не ѝ остава длъжен и отвръща подобаващо. Той се показва пред нея като властен и груб човек и решава да ѝ даде урок, като я хвърля в морето. Марина, която е разгневена и се чувства унижена от постъпката на Дамян решава да го уволни, но това се оказва невъзможно.
Междувременно в селото Марина среща бившия си съученик Ернан Салданя, който се е превърнал във властен, богат и безскрупулен бизнесмен, занимаващ се с трафик на жени, които превръща в проститутки. Тъй като във фабриката на Мерседес и кораба на Дамян, той вижда заплаха за бизнеса си, решава на всяка цена да ги унищожи. Марина не подозира кой е виновникът за загубите на фабриката и заедно с Дамян, въпреки неразбирателствата си ще трябва да се обединят, за да я спасят. Те ще трябва да се преборят и за любовта си, тъй като от една страна стои Ернан, който е обсебен от Марина и от идеята да я има на всяка цена, а от другата страна е Естерсита − капризна девойка, която непрекъснато преследва Дамян, докато накрая не го оплита в мрежите си. Въпреки всичко и всички Дамян и Марина ще докажат, че любовта им е над всичко.

## Актьорски състав
| Актьор            | Роля |
| ----------------- | --- |
| Химена Наварете   | Марина Реверте − млада, красива и смела девойка, осиновена дъщеря на Беатрис де Реверте и биологична дъщеря на Мерседес Артигас. Работи като директор на хотел в Мексико сити и се е издигнала много в света на бизнеса. Загубва работата си в опит да раздаде справедливост, като издава на полицията могъщия бизнесмен Ернесто Контрерас, който изнасилва една от служителките. След случилото се Мерседес Артигас ѝ предлага съдружие в нейната компания за износ на рибни продукти. Марина приема, без да знае, че ще работи с истинската си майка и че има сестра близначка. При пристигането в селото тя се среща с Дамян Фабре, капитан на кораба „La Tempestad“ и работник във фабриката и се отнася изключително надменно с него. Между двамата възникват много спорове и конфликти, но в неговото лице Марина ще открие истинската любов. |
| Уилям Леви        | Дамян Фабре − красив, умен и смел мъж, капитан на кораба „La Tempestad“. Винаги се отнася бащински с екипажа си. Изправен е пред проблема с пиратските набези, които прекъсват работата му, а всъщност това се дължи на мафията, която търгува с жени и ги прави проститутки. Вечно преследван е от Естерсита, която непрестанно флиртува с него и накрая успява до го вкара в леглото си. Дамян открива любовта в лицето на Марина Реверте, с която има много конфликти от самото начало, но тя го впечатлява със своя характер и темперамент. |
| Иван Санчес       | Ернан Салданя − бивш съученик на Марина, главен отрицателен герой. Като малък е тормозен, но сега е могъщ и много богат бизнесмен. Притежава огромна къща с басейн, скъпа кола, голяма яхта и личен помощник – Марселино, който изпълнява всяка негова прищявка. Обича да свири на цигулката си. Ернан е упорит и кавалер, но зад този привидно добър образ се крие опасен мафиот, който членува във влиятелна престъпна организация, която се занимава с трафик на жени. Той има за цел да спечели Марина (обсебен е от нея, има нейна кукла в дома си) и да разруши кораба на Дамян Фабре. Не се поколебава да премахне всеки който му пречи, само и само да има още по-голяма власт. Израснал е с Ернесто Контрерас, шефът на организацията, който мрази, заради това, че е убил родителите му когато е бил дете (по-късно разбира, че е син на Контрерас, който е изнасилил майка му, нейния съпруг разбира и Ернесто убива и двамата). Ернан се държи прекрасно с Марина, за да може да я отдалечи от Дамян и в крайна сметка да постигне целта си и да се ожени за нея. След като Марина разбира, че Дамян ще има второ дете от Естерсита, тя е изключително наранена и решава да прекрати завинаги връзката им. По това време Марина е бременна (детето е от Дамян). Ернан се възползва от тази ситуация и прекарва колкото се може повече време с Марина. Убеждава я че винаги ще я обича и ще я закриля, ще се гриже за нейното дете, но иска от нея да се омъжи за него. Тя му признава, че е трогната от неговото отношение и от това че винаги е бил до нея и в крайна сметка решава да се омъжи за него, въпреки че му признава, че най-вероятно никога няма да го обикне. Когато Марина съобщава на близките си новината, те са шокирани, защото подозират Ернан в престъпна дейност. Марина ражда детето, което първоначално е мъртво, но след това се случва чудо и то проплаква. Мерседес разговаря с Ернан и му заявява, че ще му попречи да се ожени за Марина, дори това да е последното, което ще направи в живота си, той я заплашва, да внимава какво говори, защото може да се сбъдне. Мерседес и Хосе влизат в дома на Ернан, с помощта на Урсула, за да вземат документите, оставени от внезапно изчезналата Сули, която е изпратена от полицията да събере достатъчно уличаваща информация за Ернан. Те намират документите и си тръгват, но по пътя срещат Ернан, който се усъмнява в Мерседес и решава да изпрати негови хора, които да я убият. Наемните убийци ги настигат и прострелват, но не успяват да ги убият. В това време Ернан е с Марина в яхтата си, той е подготвил всичко, за да сключат брак веднага. Марина заявява че няма да се омъжи за него по този начин. Ернан се вбесява и показва за първи път пред нея истинското си лице, като я заплашва, че ако не се омъжи за него, ще хвърли детето ѝ във водата. Гущера, от екипажа на Дамян, става свидетел на намерението на Ернан да се ожени за Марина на яхтата и веднага докладва на Дамян за случващото се. Фабре нарежда на екипажа на кораба „Бурята“ незабавно да отплават и да настигнат яхтата на Ернан. Марина е принудена, заради детето си да стане жена на Ернан и подписва. Дамян решава, че може да стигне до яхтата с лодка. Дамян успява да достигне яхтата, но Ернан забелязва присъствието му и насочва пистолет към него. Те се сборичкват, след това Ернан удря Дамян с пистолета и го прострелва, при което Фабре отива извън борда. Марина тъгува по Дамян, защото мисли, че го е изгубила завинаги, в това време Ернан идва в каютата, а човек от екипажа съобщава на Ернан, че Мерседес е била тежко простреляна. Марина осъзнава, че именно Ернан е наредил да бъде убита Мерседес. Тя го моли да се върнат в селото и да види майка си, но той заявява, че или ще се върнат при условие че играят ролята на щастливо семейство или ще направи много зло на детето ѝ. Марина се заклева в детето си, че ще изпълни условието му. В това време екипажа на „Бурята“ виждат тялото на Дамян във водата, вземат го, той е все още жив, но бълнува, затова Багре решава да махне куршума от тялото му, той успява и Дамян се събужда. Марина и Ернан се връщат в селото, Ернан съобщава на всички, че са се оженили, Марина потвърждава и нейните близки все повече се съмняват в добросъвестността на Ернан. Дамян отива в болницата и вижда Ернан, Салданя също го вижда, но се скрива. Ернан отива при Марина и настоява веднага да си тръгнат, като тя след това за малко вижда Беатрис. Дамян отива при Хосе, който му казва, че е отишъл при съдията, който е сключил брака, който е негов познат. Хосе заявява, че бракът между Марина и Ернан е нелегитимен. Хосе казва на Дамян и за доказателствата срещу Ернан, които са открили с Мерседес. Дамян и Магдалена тръгват за тези доказателства, а в това време Фулхенсио благодарение на разговора между Дамян и Магдалена разбира, че Мерседес е в болницата, заради Ернан, който е поръчителя на опита за убийство. Фулхенсио се заклева да си отмъсти на Ернан. Той споделя на Урсула, че има доказателства за да тикне Ернан в затвора, но предпочита да го убие. Дамян отива при комисаря и му показва доказателствата срещу Ернан. Полицията започва акция по залавянето на Ернан. Урсула веднага съобщава на Ернан, че Фулхенсио иска да го убие, а полицията всеки момент ще го хване. Ернан отива при Марина и я притиска да тръгват веднага от селото, тя не иска да тръгва и той я удря. Фулхенсио отива пред дома на Ернан и се подготвя да го убие. Ернан излиза пред дома си, идва Естерсита, но той няма време да се занимава с нея, тя злорадства и поздравява Марина за сватбата, а Марина отговаря, че Дамян може да е мъртъв, Естерсита е неприятно изненадана. Фулхенсио стреля по Ернан, но не уцелва. |
| Лаура Кармине     | Естерсита Саласар – Много разглезено момиче. Дъщеря на кмета на селото – Фулхенсио. Тя се омъжва за Дамян Фабре, който въобще не я харесва, но за да запази честта на семейството ѝ го прави. На медения им месец те са на кораб, но той се запалва и двамата са в морето. Естерсита я намират селяни и я отвличат. А в това време Делфина – майка ѝ, си мисли че е мъртва, както всички други. Естерсита след това се появява, но се самоубива като скача от висока сграда. |
| Мариана Сеоане    | Урсула Мата − племенница на Фулхенсио и Делфина, братовчедка на Естерсита и приятелка на Дамян от детството. Влюбва се в Ернан и се превръща в негова любовница, като иска на всяка цена да го накара да забрави Марина, за да бъде с нея. Ернан обаче не се интересува от нея, неговата цел е да бъде с Марина. |
| Даниела Ромо      | Мерседес Артирас − биологична майка на Марина. Силна, решителна и добра жена. Като млада е била много бедна, но с големи усилия и труд е успяла да се издигне и да бъде това което е сега. Още преди много години е родила две дъщери – Марина и Магдалена. Ернесто Контрерас − могъщ бизнесмен и лош човек, отнема Магдалена от ръцете ѝ, продава я и я прави проститутка. За да защити Марина, Мерседес я дава за осиновяване. Посвещава живота си, за да си върне Марина и много години за да открие и измъкне Магдалена от ръцете на мафията, за да и даде обич и да бъде щастлива. Способна е да запази тайната, че е майка на Марина, за да може тя да бъде щастлива. |
| Рене Касадос      | Клаудио Петроне – добър стар приятел на Мерседес, милионер, който навремето е бил изпратен от съдружника си несправедливо в затвора. Именно там той се запознава с Дамян и двамата стават приятели. Когато и двамата са вече на свобода, правят заедно корабостроителница. Клаудио толкова много е обикнал Дамян като син, че накрая му завещава всичко. През тези дълги години той е бил влюбен в Мерседес, но тя го е чувствала само като приятел, но накрая решава да му даде шанс. |
| Мануел Охеда      | Ернесто Контрерас − много лош, властен, отмъстителен и тираничен човек. Спечелил е всичките си пари чрез незаконни сделки. Той е шеф на мафията, търгуваща с жени. Бил е влюбен в Мерседес Артигас, но тъй като тя не го е обичала и е родила дъщеря от друг, той ѝ я отнема и я продава. Никога не разбира, че Мерседес е родила две дъщери. Животът го среща с Марина, която му се противопоставя и го издава на полицията за изнасилване. Той се заклева да отмъсти. Успява да се измъкне от затвора с помощта на доверените си хора. Среща се с Естерсита (която смята за своя съпруга), но която мрази, заради това че го е предала и която ражда син от него, но лъже Дамян, че това дете е негово. Той кани на среща и Ернан, който е предал Контрерас на полицията. В 113 епизод Ернан насочва пистолет към него в присъствието на Естерсита. В този момент обаче Контрерас заявява, че Ернан е негов син. Обяснява му, че е обичал майка му, но тя го е отблъснала, затова я е изнасилил. След това нейния съпруг разбира за тази случка, и Контрерас се принуждава да убие и двамата. След това признание, Ернан е шокиран и си тръгва. Когато Ернан си тръгва, Естерсита слага отрова в питието на Контрерас, двамата отиват във ваната, на него му прилошава и тя безмилостно го удушава. |
| Химена Наварете   | Магдалена Артигас − сестра близначка на Марина и дъщеря на Мерседес. Израснала е сред наркотици, побоища и изнасилвания, което я е превърнало в пресметлива и студена жена. Когато Мерседес я спасява животът и се променя напълно. Приема трудно майка си, но въпреки това оценява любовта и всичко, което тя ѝ дава. Упорита и решителна е като Мерседес. |
| Сесар Евора       | Фулхенсио Саласар − кмет на селото. Корумпиран мъж без всякакви ценности. Осиновител е на Естерсита, с която се отнася така както му е удобно − един път може да я защитава, а друг път да я бие. С негова помощ „стоката“ навлиза в пристанището. Мрази Дамян, заради това, че баща му е Мишел Фабре, човек с който са имали големи различия и конфликти и най-вече заради Мерседес, която и двамата са обичали. |
| Мария Сорте       | Беатрис Реверте − осиновителка на Марина. От както съпругът ѝ я е довел, тя я обича като собствена дъщеря. Болестта на Беатрис, която е смъртоносна е една от причините Марина да се премести в селото. |
| Нора Салинас      | Ребека − сестра на Беатрис и леля на Марина. Превръща се в нейна най-добра приятелка. Винаги е весела, красива и елегантна. Когато пристига в селото, тя се запознава с Хосе, асистентът на Мерседес и се влюбва в него, макар че дълго време не си го признава. |
| Артуро Кармона    | Хосе − честен и верен мъж, дясната ръка на Мерседес. Когато Марина пристига в селото той се заема да се погрижи за нея и за всичко от което има нужда и същевременно докладва всяка нейна стъпка на Мерседес. Същото прави и с Магдалена. С нея има известни конфликти, но все пак я обича, защото е дъщеря на Мерседес. За шефката си той би дал живота си. Не се страхува да изложи живота си на риск и винаги и дързък и смел. Запознава се с Ребека и се влюбва в нея. |
| Малиша Кинтана    | Маюя − приятелка на Естерсита. Красива е, но е голяма лицемерка и винаги е завиждала на Естерсита за всичко което има. Тя също харесва Дамян и иска да остане с него. След предполагаемата ѝ смърт, Маюя заживява в дома на семейството ѝ и започва да се облича като нея. Впоследствие става любовница на Фулхенсио, който по-късно я убива, заради негова тайна, която тя е научила. |
| Луис Мануел Авила | Олинто − администратор на фабриката. Спокоен, работлив и отдаден на работата си. Смята фабриката за свой втори дом. По природа е клюкар и винаги разнася клюките в селото. |
| Лусеро Ландер     | Делфина Саласар − осиновителка на Естерсита. Тя е състрадателна, нежна, добра и справедлива жена. Посветила се е на семейството си. Привързана е към църквата и оправя всичко с молитви. Когато Естерсита се появява жива и здрава, Делфина се радва, но не се поддава на шантажите на момичето и решава да я затвори в манастир. |
| Алехандро Ибара   | Багре − той е вторият по ранг на кораба след Дамян. Праволинеен, благороден и разумен. Винаги когато Дамян побеснее оправя ситуацията. |
| Шарис Сид         | Канди − нежна и красива жена. Собственичка на бар в селото и е била проститутка. Била е влюбена е в Дамян и е негова най-добра приятелка. Впоследствие се влюбва в Лоло и се омъжва за него. |
| Моника Мигел      | Еусебия − кръстница на Дамян. Обича го като свой собствен син. Има дарба с която предусеща злото, което заплашва хората и най-вече Дамян. Умира след инцидент предизвикан от хората на Фулхенсио. |
| Маурисио Енао     | Валентин − терапевт на Магдалена Артигас. |

## В България
Теленовелата стартира в България на 4 ноември 2013 г. и се излъчва всеки делничен ден по Диема Фемили и завършва на 22 април 2014 г. Второ излъчване на сериала започва на 15 април 2015 г., отново по Диема Фемили.
| Озвучаващи артисти | Яница Митева Таня Димитрова Лина Златева Васил Бинев Здравко Методиев Александър Митрев |
| Преводач           | Силвия Илиева                                                                           |
| Тонрежисьор        | Цветомир Цветков                                                                        |

## Музикални теми
- Кристина Агилера и Алехандро Фернандес − Hoy tengo ganas de ti (начална мелодия)
- Даниела Ромо и Франсиско Сеспедес − Para soñar (крайна мелодия)
- Даниела Ромо и Пандора − Pensar en ti (крайна мелодия)
- Хорхе Дахер − Yo se
- Мариана Сеоане − Mermelada
- Мариана Сеоане − Me equivoque
- Мариана Сеоане − Quiero ser
- Рио Рома − Vida nueva

## В други страни
| Държава                | Алтернативно заглавие/Превод | Телевизия              | Премиера         | Финал            | Излъчване              | Час          |
| ---------------------- | ---------------------------- | ---------------------- | ---------------- | ---------------- | ---------------------- | ------------ |
| Мексико                | La Tempestad                 | Canal de las Estrellas | 13 май 2013      | 27 октомври 2013 | Понеделник – Петък     | 21:25        |
| Аржентина              | La Tempestad                 | Canal de las Estrellas | 9 септември 2013 |                  | Понеделник – Петък     | 23:15        |
| Чили                   | La Tempestad                 | Canal de las Estrellas | 9 септември 2013 |                  | Понеделник – Петък     | 22:15        |
| Колумбия               | La Tempestad                 | Canal de las Estrellas | 9 септември 2013 |                  | Понеделник – Петък     | 21:15        |
| Венецуела              | La Tempestad                 | Venevisión             | 9 юли 2013       |                  | Понеделник – Петък     | 16:00        |
| Перу                   | La Tempestad                 | America TV             | 9 юли 2013       |                  | Понеделник – Петък     | 15:00        |
| Салвадор               | La Tempestad                 | Tele 2                 | 1 юли 2013       |                  | Понеделник – Петък     | 21:00        |
| Еквадор                | La Tempestad                 | Gama TV                | 1 юли 2013       |                  | Понеделник – Петък     | 21:15        |
| Панама                 | La Tempestad                 | Telemetro              | 4 юни 2013       |                  | Понеделник – Петък     | 21:00        |
| Пуерто Рико            | La Tempestad                 | Univision PR           | 10 юли 2013      |                  | Понеделник – Петък     | 21:00        |
| Доминиканска република | La Tempestad                 | Telemicro              | 15 юли 2013      |                  | Понеделник – Петък     | 19:00        |
| САЩ                    | La Tempestad                 | Univision              | 29 юли 2013      |                  | Понеделник – Петък     | 9pm/8c       |
| Парагвай               | La Tempestad                 | Telefuturo             | 29 юли 2013      |                  | Понеделник – Петък     | 14:30        |
| Боливия                | La Tempestad                 | Red Uno de Bolivia     | 5 август 2013    |                  | Понеделник – Петък     | 21:00        |
| Хондурас               | La Tempestad                 | Televicentro           | 16 октомври 2013 |                  | Понеделник – Петък     | 14:00        |
| Сърбия                 | Oluja                        | RTV Pink               | 2 септември 2013 |                  | Понеделник – Петък     | 17:30        |
| Черна гора             | Oluja                        | Pink M                 | 2 септември 2013 |                  | Понеделник – Петък     | 18:30        |
| Босна и Херцеговина    | Oluja                        | Pink BH                | 2 септември 2013 |                  | Понеделник – Петък     | 17:00        |
| Унгария                | A vihar                      | RTL 2                  | 8 октомври 2013  |                  | Понеделник – Петък     | 16:30        |
| Хърватия               | Oluja u srcu                 | Doma TV                | 28 октомври 2013 |                  | Понеделник – Петък     | 18:20        |
| България               | Бурята                       | Диема Фемили           | 4 ноември 2013   | 22 април 2014    | Понеделник – Петък     | 19:00/ 13:15 |
| Грузия                 | შტორმი                       | Rustavi 2              | 7 октомври 2013  |                  | Понеделник – Петък     | 17:45        |
| Румъния                | Furtuna din adancuri         | Acasa TV               | 7 октомври       |                  | Понеделник – Четвъртък | 21:30        |